# Jan Dernschwam
Jan Dernschwam z Hradešína (23. března 1494 Most – 1568 Častá v Horních Uhrách) byl humanistický vzdělanec, báňský odborník a cestovatel.

## Život
Jan Dernschwam se narodil v Mostě 23. března 1494 v těžařské rodině, která vlastnila cínové doly v Krušných horách. Od roku 1507 studoval na univerzitě ve Vídni. V roce 1509 pokračoval ve studiu v Lipsku, kde byl v roce 1510 promován na bakaláře. V roce 1513 navštívil Řím, neboť jej zajímala antická kultura. Z Říma odjel jako člen poselstva ostřihomského arcibiskupa do Uher. V Budíně poznal bratislavského probošta Hieronyma Balba, u kterého v letech 1514–1517 pracoval jako sekretář. V roce 1517 vstoupil Dernschwam do služeb německé bankéřské rodiny Fuggerů. Byl jmenován správcem mincovny ve Velké Bani v Sedmihradsku. V roce 1525 jako úředník fuggerovské společnosti zažil v Budíně povstání horníků a zabavení majetku královskými komisaři. Po několika měsících došlo mezi králem Ludvíkem Jagellonským a Fuggery ke smíru a podniky jim byly vráceny. Roku 1528 vedl Dernschwam hlavní správu solné komory v Sedmihradsku. Od roku 1529 žil převážně v Banské Bystrici, kde se zasloužil o rozvoj tamních měděných dolů, které zde Fuggerové vlastnili. V 1538 koupil majetek v Časté pod Červeným Kameňem (hrad, který byl v majetku Fuggerů), kde měl uloženy své cenné sbírky z početných cest. Když v roce 1546 převzali podnik Fuggerů v Banské Bystrici Habsburkové, ukončil zde Jan Dernschwam činnost. V roce 1553 se zúčastnil císařského mírového poselstva do Cařihradu.
Jan Dernschwam zemřel a je pohřben v Časté (pri Trnave, Slovensko) v roce 1568. Jeho statek můžeme, podle historiků ,stotožnit s tvrzí -kúrií rodu Kelio na náměstí v Časté.

## Dílo
Z Dernschwamových děl jsou významné především jeho spisy o dolování. V roce 1563 napsal paměti na své působení ve fuggerovském podniku v Banské Bystrici, také napsal dílo O dolování v Sedmihradsku, které se týká těžby soli. Za svého působení v Uhrách a Sedmihradsku sbíral latinské nápisy (mj. se zajímal i o římský nápis na trenčínské skále), které zveřejnil v Inscriptiones Romanae, čímž přispěl ke zkoumání římské epigrafiky. Tříletou cestu do Cařihradu a Malé Asie vylíčil ve svém deníku, kde si všímá tamní přírody, nerostného bohatství zemědělství, lidových krojů či architektury.